# Parti social-démocrate (Portugal)
Pour les articles homonymes, voir PSD et Parti social-démocrate.
Le Parti social-démocrate (en portugais : Partido Social Democrata, sigle officiel PPD/PSD ou simplement PSD) est un parti politique portugais. Il est actuellement situé au centre droit de l'échiquier politique.

## Histoire

### Premières années
Il fut fondé le 6 mai 1974 par Francisco Pinto Balsemão, Francisco Sá Carneiro et Joaquim Magalhães Mota sous le nom de Parti populaire démocratique (Partido Popular Democrático, PPD), puis légalisé quelques mois plus tard, le 25 janvier 1975. Il est alors classé au centre gauche.
Il prend son nom actuel, avec le sigle PPD/PSD, le 3 octobre 1976.
Il accède pour la première fois au pouvoir le 10 janvier 1980, au sein d'une coalition avec le Centre démocratique et social (CDS) et le Parti populaire monarchiste (PPM), sous la direction de Sá Carneiro, puis de Pinto Balsemão le 12 janvier 1981. Défait aux législatives de 1983, il forme une grande coalition, baptisée le « Bloc central », avec le Parti socialiste de Mário Soares.

### Ère Cavaco Silva
L'élection de l'ancien ministre des Finances Aníbal Cavaco Silva à la tête du PPD/PSD le 2 juin 1985 inaugure l'âge d'or du parti. Celui-ci rompt la grande coalition avec les socialistes, et remporte trois fois, en 1985, 1987 et 1991, les élections législatives. En 1987, il devient le premier parti à remporter la majorité absolue des sièges à l'Assemblée de la République, qui renouvelle en 1991.
Durant ces dix ans de pouvoir, Cavaco Silva applique un programme de réforme économique combinant dérégulation et baisse des impôts. Dans le même temps, le Portugal adhère à l'Union européenne, lui assurant l'accès aux fonds communautaires. Toutefois, la crise économique de 1993, qui conduit à une hausse du chômage et l'usure du pouvoir poussent le Premier ministre à ne pas se présenter aux élections législatives du 1er octobre 1995, remportées par le Parti socialiste.

### Après 1995: opposition et pouvoir
Six ans et demi d'opposition suivent cette défaite. Au lendemain des législatives de 1999, de nouveau gagnées par le PS, le parti conservateur porte l'ancien ministre des Affaires étrangères José Manuel Durão Barroso à sa tête. Celui-ci assure, aux législatives anticipées du 17 mars 2002, le retour du PPD/PSD au pouvoir, en coalition avec le Parti populaire (CDS/PP) de Paulo Portas. À l'été 2004, Barroso est nommé président de la Commission européenne, et Pedro Santana Lopes, alors maire de Lisbonne, lui succède la tête du parti et du gouvernement.

### 2005: retour dans l'opposition
Finalement, les dissensions au sein du gouvernement poussent le président Jorge Sampaio à convoquer des élections législatives pour le 20 février 2005. Le jour du scrutin, le PPD/PSD n'obtient que 75 députés, son plus mauvais résultat depuis les élections de 1976. Le parti connaît alors une forte instabilité jusqu'en 2008, année où l'ancienne ministre de l'Éducation puis des Finances, Manuela Ferreira Leite, la « Dame de Fer » portugaise, en est élue présidente.
À la surprise générale, le PPD/PSD s'impose aux élections européennes du 7 juin 2009 avec 31,7 % des voix et 8 élus. Toutefois, le 27 septembre 2009, le Parti social-démocrate obtient 81 députés sur 230 aux élections législatives, soit 16 de moins que le Parti socialiste du Premier ministre José Sócrates. Les résultats des élections locales du 11 octobre suivant s'étant révélés décevants, Ferreira Leite annonce sa démission et l'élection d'un nouveau leader après le débat budgétaire.

### Nouveau changement de président
Trois candidats se présentent à ce scrutin : Pedro Passos Coelho, homme d'affaires, ancien président des Jeunesses sociales-démocrates et ancien porte-parole du groupe parlementaire, Paulo Rangel, député européen et ex-président du groupe parlementaire, et José Pedro Aguiar-Branco, président du groupe parlementaire. Coelho s'impose le 27 mars avec 61 % des voix, contre 34,5 % à Rangel et à peine 3,6 % pour Aguiar-Branco. Ce dernier est remplacé par Miguel Macedo le 15 avril à la tête du groupe.

### Élections de 2011
Lors des élections législatives anticipées du 5 juin 2011, le PPD/PSD remporte 38,6 % des suffrages exprimés et 105 députés, soit une avance de dix points et 31 élus sur le PS. Dès le lendemain, Passos Coelho est chargé de former le gouvernement par le président Cavaco Silva.

### Élections de 2019
Pour les élections législatives de 2019, le PSD ne renouvelle pas sa coalition avec les conservateurs du CDS — Parti populaire (CDS-PP). Le parti obtient 27,9 % des suffrages, un score en recul par rapport aux élections de 2015 et nettement inférieur à celui du Parti socialiste.

## Dirigeants

### Présidents du PSD
- Francisco Sá Carneiro (1974-1978)
- António Sousa Franco (en) (1978)
- José Menéres Pimentel (1978-1979)
- Francisco Sá Carneiro (1980)
- Francisco Pinto Balsemão (1981-1983)
- Nuno Rodrigues dos Santos (pt) (1983-1984)
- Carlos Mota Pinto (1984)
- Aníbal Cavaco Silva (1985-1995)
- Fernando Nogueira (1995)
- Marcelo Rebelo de Sousa (1996-1999)
- José Manuel Durão Barroso (1999-2004)
- Pedro Santana Lopes (2004-2005)
- Luís Marques Mendes (2005-2007)
- Luís Filipe Menezes (en) (2007-2008)
- Manuela Ferreira Leite (2008-2010)
- Pedro Passos Coelho (2010-2018)
- Rui Rio (2018-2022)
- Luís Montenegro (depuis 2022)

## Résultats électoraux

### Assemblée de la République
| Année | Chef de file              | Voix            | %               | Sièges    | Rang | Gouvernement                         |
| ----- | ------------------------- | --------------- | --------------- | --------- | ---- | ------------------------------------ |
| 1975  | Francisco Sá Carneiro     | 1 507 282       | 26,39           | 81 / 250  | 2e   |                                      |
| 1976  | Francisco Sá Carneiro     | 1 335 381       | 24,35           | 73 / 263  | 2e   | Opposition                           |
| 1979  | Francisco Sá Carneiro     | au sein de l'AD | au sein de l'AD | 80 / 250  | 1er  | VIe                                  |
| 1980  | Francisco Sá Carneiro     | au sein de l'AD | au sein de l'AD | 82 / 250  | 1er  | VIIe (1981) et VIIIe (1981-1983)     |
| 1983  | Carlos Mota Pinto         | 1 554 804       | 27,24           | 75 / 250  | 2e   | IXe                                  |
| 1985  | Aníbal Cavaco Silva       | 1 732 288       | 29,87           | 88 / 250  | 1er  | Xe                                   |
| 1987  | Aníbal Cavaco Silva       | 2 850 784       | 50,22           | 148 / 250 | 1er  | XIe                                  |
| 1991  | Aníbal Cavaco Silva       | 2 902 351       | 50,60           | 135 / 230 | 1er  | XIIe                                 |
| 1995  | Fernando Nogueira         | 2 014 589       | 34,12           | 88 / 230  | 2e   | Opposition                           |
| 1999  | José Manuel Durão Barroso | 1 750 158       | 32,32           | 81 / 230  | 2e   | Opposition                           |
| 2002  | José Manuel Durão Barroso | 2 200 765       | 40,21           | 105 / 230 | 1er  | XVe (2002-2004) et XVIe (2004-2005)  |
| 2005  | Pedro Santana Lopes       | 1 653 425       | 28,77           | 75 / 230  | 2e   | Opposition                           |
| 2009  | Manuela Ferreira Leite    | 1 653 665       | 29,11           | 81 / 230  | 2e   | Opposition                           |
| 2011  | Pedro Passos Coelho       | 2 159 181       | 38,66           | 108 / 230 | 1er  | XIXe                                 |
| 2015  | Pedro Passos Coelho       | au sein de PàF  | au sein de PàF  | 89 / 230  | 1er  | XXe (2015) et opposition (2015-2019) |
| 2019  | Rui Rio                   | 1 454 283       | 27,77           | 79 / 230  | 2e   | Opposition                           |
| 2022  | Rui Rio                   | 1 539 415       | 27,66           | 77 / 230  | 2e   | Opposition                           |
| 2024  | Luís Montenegro           | au sein de l'AD | au sein de l'AD | 78 / 230  | 1er  | XXIVe                                |
| 2025  | Luís Montenegro           | au sein de l'AD | au sein de l'AD | 89 / 230  | 1er  | XXVe                                 |

### Parlement européen
| Année | Tête de liste             | Voix           | %              | Sièges  | Rang | Groupe                   |
| ----- | ------------------------- | -------------- | -------------- | ------- | ---- | ------------------------ |
| 1987  | Pedro Santana Lopes       | 2 111 828      | 37,45          | 10 / 24 | 1er  | LDR                      |
| 1989  | António Capucho (pt)      | 1 358 958      | 32,75          | 9 / 24  | 1er  | LDR                      |
| 1994  | Eurico de Melo            | 1 046 918      | 34,39          | 9 / 25  | 2e   | ELDR (1994-1996), PPE-DE |
| 1999  | José Pacheco Pereira (en) | 1 078 528      | 31,11          | 9 / 25  | 2e   | PPE-DE                   |
| 2004  | João de Deus Pinheiro     | au sein du FP  | au sein du FP  | 7 / 24  | 2e   | PPE-DE                   |
| 2009  | Paulo Rangel              | 1 131 744      | 31,71          | 8 / 22  | 1er  | PPE                      |
| 2014  | Paulo Rangel              | au sein du PàF | au sein du PàF | 6 / 21  | 2e   | PPE                      |
| 2019  | Paulo Rangel              | 727 224        | 21,94          | 6 / 21  | 2e   | PPE                      |